# Wakendorf I
Wakendorf I là một đô thị ở huyện Segeberg, [[bang của Đức|bang Schleswig-Holstein, Đức. Đô thị Wakendorf I có diện tích 5,34 km², dân số thời điểm ngày 31 tháng 12 năm 2006 là 427 người.